# Richard Lawrence
Richard Lawrence   (West Chazy, 22 de juliol de 1906 - Rochester, 1974) va ser un pilot de bobsleigh estatunidenc que va competir durant la dècada de 1930.
El 1936 va prendre part en els Jocs Olímpics de Garmisch-Partenkirchen, on guanyà la medalla de bronze en la prova de bobs a 2 formant parella amb Gilbert Colgate. En aquests mateixos Jocs fou sisè en la prova de bobs a 4, formant equip amb Francis Tyler, James Bickford i Max Bly.